# Ilacir Pereira Lima
Ilacir Pereira Lima  foi um político brasileiro do estado de Minas Gerais. Foi deputado estadual em Minas Gerais pelo PTB de 1947 a 1951, sendo substituído pelo deputado Joaquim Moreira Júnior no período de 14/11/1950 a 11/1/1951.
Foi reeleito deputado estadual para a 2ª Legislatura (1951 - 1955).